# Nhà nghỉ

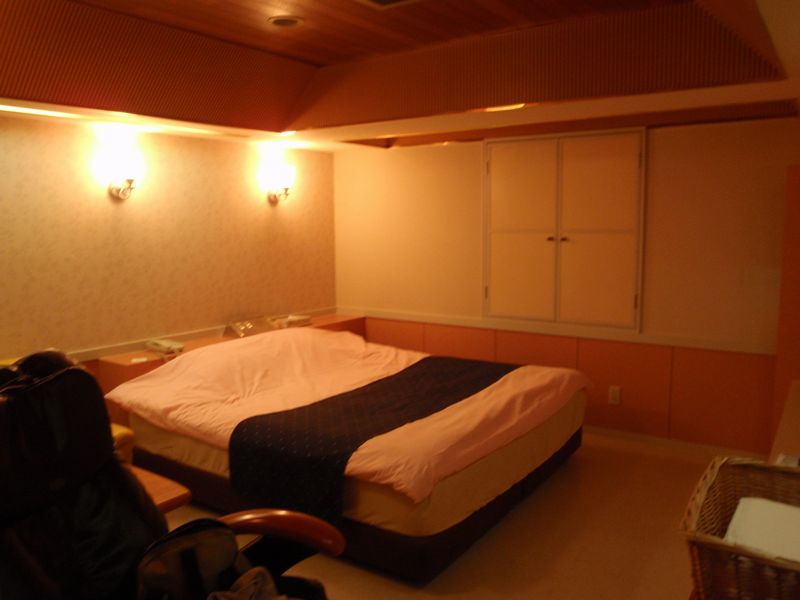
Một căn phòng trong một khu nhà nghỉ

Nhà nghỉ (Love hotel) hay nhà khách là nơi người ta làm dịch vụ nghỉ ngơi cho khách qua đường. Người ta có thể thuê phòng ở đây để nghỉ. Một nhà nghỉ có nhiều phòng, nhưng lại có quy mô nhỏ hơn khách sạn và tiện nghi thấp hơn khách sạn. Các phòng nhà nghỉ cũng có giường nghỉ và chỗ để đồ, máy lạnh, phòng vệ sinh. Người vào nghỉ phải đăng ký họ tên, xuất trình chứng minh thư. Đồng thời nhiều nhà nghỉ có hoạt động mại dâm hoặc là nơi thực hiện việc quan hệ của các đôi tình nhân, trong đó có những đôi tình nhân vụng trộm. Người ta vào thuê phòng và trả tiền. Ở Hà Nội nổi tiếng là bên Long Biên. Tại đây có nhiều nhà nghỉ san sát nhau. Trước đây quận Long Biên là huyện Gia Lâm nên người Hà Nội quen gọi tiếng lóng "sang Gia Lâm" nghĩa là vào nhà nghỉ quan hệ vụng trộm hoặc là đi mua dâm. 

## Bê bối
Một số nam cán bộ tại Việt Nam đã bị bắt quả tang "nằm nghỉ mệt" trong nhà nghỉ với phụ nữ không phải vợ mình, "chăm sóc" vợ của người bạn thân, hoặc nhờ phụ nữ "mua giùm thuốc" mang vào nhà nghỉ để "chữa bệnh".